# Costituzione della Repubblica Slovacca
La Costituzione della Repubblica Slovacca (in slovacco: Ústava Slovenskej republiky) è l'attuale costituzione della Repubblica Slovacca. È stata approvata dal Consiglio Nazionale slovacco il 1º settembre 1992 ed è stata solennemente sottoscritta il 3 settembre 1992 nella Sala dei Cavalieri del Castello di Bratislava. È entrata in vigore il 1º ottobre 1992 (alcune parti il 1º gennaio 1993, data dell'indipendenza).
L'approvazione della costituzione è ricordata ancora oggi con il Giorno della Costituzione, celebrato il 1º settembre.

## Visione d'insieme
Il testo della costituzione è diviso nel preambolo e in 9 parti (molte delle quali suddivise in capitoli), che sono a loro volta divise in 156 articoli, che possono dividersi in paragrafi e/o lettere.
- Preambolo
- Prima Parte
  - Disposizioni generali (art. da 1 a 7)
  - Simboli dello Stato (art. 8 e 9)
  - Capitale della Repubblica slovacca (art. 10)
- Seconda Parte - Diritti e libertà fondamentali
  - Disposizioni generali (art. da 11 a 13)
  - Diritti e libertà fondamentali dell'uomo (art. da 14 a 25)
  - Diritti politici (art. da 26 a 32)
  - Diritti delle minoranze nazionali e dei gruppi etnici (art. 33 e 34)
  - Diritti economici, sociali e culturali (art. da 35 a 43)
  - Diritto alla protezione dell'ambiente e dell'eredità culturale (art. 44 e 45)
  - Diritto alla protezione giuridica e altre protezioni legali (art. da 46 a 50)
  - Disposizioni della Prima e della Seconda parte (art. da 51 a 54)
- Terza Parte
  - Economia della Repubblica Slovacca (art. da 55 a 59)
  - Tribunale Supremo della Repubblica Slovacca (art. da 60 a 63)
- Quarta Parte - Corpi legali auto-governati (nessun capitolo, art. da 64 a 71)
- Quinta Parte - Potere legislativo
  - Consiglio nazionale della Repubblica Slovacca (art. da 72 a 92)
  - Referendum (art. da 93 a 100)
- Sesta Parte - Potere esecutivo
  - Presidente della Repubblica Slovacca (art. da 101 a 107)
  - Governo della Repubblica Slovacca (art. da 108 a 123)
- Settima Parte - Potere giudiziario (2 capitoli)
  - Corte costituzionale della Repubblica Slovacca (art. da 124 a 140)
  - Ramo giudiziario dello Stato (art. da 141 a 148)
- Ottava Parte - Carica del Procuratore Pubblico della Repubblica
  - Procuratori Pubblici della Repubblica (art. da 149 a 151)
  - Ombudsman (art. 151a)
- Nona parte - Disposizioni finali e transitorie (nessun capitolo, art. da 152 a 156)

## Modifiche
Sono necessari tre quinti dei voti del Parlamento per espandere o modificare la Costituzione. Fino ad oggi, essa è stata modificata cinque volte: 1998, 1999, 2001 e due volte nel 2004.
1. Emendamento del 14 luglio 1998: questa fu una modifica minore, che prevedeva per la candidatura a Presidente la proposta di almeno otto membri del Parlamento (il Presidente all'epoca era eletto dal Parlamento) e il trasferimento di alcuni dei poteri presidenziali al Presidente del Parlamento.
2. Emendamento del 14 gennaio 1999: il Presidente non è più eletto dal Parlamento, ma dal voto popolare ogni cinque anni. Furono anche modificati i poteri del Presidente e le sue relazioni con le altre istituzioni.
3. Emendamento del 23 febbraio 2001: la maggiore modifica costituzionale, legata all'ingresso della Slovacchia nell'Unione europea (ad esempio, prevedendo il riconoscimento dei trattati internazionali). Venne anche modificata la legge elettorale, venne introdotto l'ombudsman, trasferiti i diritti di nominare i giudici a tempo illimitato dal Parlamento al Presidente e altre modifiche in quasi tutte le istituzioni.
4. Emendamento del 4 marzo 2004: piccoli cambiamenti alla Costituzione, dall'articolo 78 paragrafo 2, dove fu omessa l'ultima frase.
5. Emendamento del 14 maggio 2004: modifica in relazione allo svolgimento delle elezioni europee, con l'aggiunta di una clausola sull'incompatibilità fra il mandato parlamentare europeo e quello nazionale. Vennero anche ampliati i poteri della Corte costituzionale, per consentirle di definire costituzionali le elezioni europee.
6. Emendamento del 5 giugno 2014: modifica in relazione alla definizione giuridica del matrimonio quale "unione tra un uomo e una donna".